# Piper dennisii
Piper dennisii är en pepparväxtart som beskrevs av William Trelease. Piper dennisii ingår i släktet Piper och familjen pepparväxter. Inga underarter finns listade i Catalogue of Life.